# ماركو لاندوتشي
ماركو لاندوتشي (بالإيطالية: Marco Landucci)‏ (25 مارس 1964 بلوكا في إيطاليا - ) هو مدرب كرة قدم ولاعب كرة قدم إيطالي في مركز حراسة المرمى. لعب مع إنتر ميلان وفيورنتينا ونادي أفيلينو ونادي بارما ونادي بريشيا ونادي فينيزيا ونادي لوكيزي وهيلاس فيرونا ونادي فياريجو وSan Frediano Rondinella SS ‏ وCuoiovaldarno RFC ‏.

## وصلات خارجية
- ماركو لاندوتشي على موقع قاعدة بيانات كرة القدم.إي يو (الإنجليزية)